# Iłłarion Iwaszczenko
Iłłarion Nikiforowicz Iwaszczenko (ros. Илларион Никифорович Иващенко, ur. 1901 we wsi Rosli w guberni czernihowskiej, zm. w październiku 1977 w Moskwie) – radziecki funkcjonariusz organów bezpieczeństwa, pułkownik, I zastępca ludowego komisarza/ministra spraw wewnętrznych Białoruskiej SRR (1943-1948).

## Życiorys
Z pochodzenia Rosjanin. W 1918 skończył 6 klas szkoły wiejskiej we wsi Fiedorowka w guberni akmolińskiej, od marca 1920 był członkiem RKP(b). Jesienią 1919 walczył w oddziale partyzanckim, od października 1919 do grudnia 1921 służył w Armii Czerwonej, od grudnia 1921 do grudnia 1924 był funkcjonariuszem gubernialnego oddziału Czeki w Akmole (obecnie Astana), od grudnia 1924 do grudnia 1928 pracował w powiatowym oddziale GPU w Kokczetawie. Od września 1928 do kwietnia 1929 pracował w okręgowym oddziale GPU w Akmole, a od kwietnia 1929 do września 1931 w Pełnomocnym Przedstawicielstwie OGPU przy Radzie Komisarzy Ludowych Kazachskiej ASRR, od września 1931 do listopada 1933 był szefem rejonowego oddziału GPU w Iwanowskim Obwodzie Przemysłowym, a od listopada 1933 do marca 1934 słuchaczem kursów kadry kierowniczej przy Centralnej Szkole OGPU ZSRR. Od marca 1934 do maja 1937 szef Miejskiego Oddziału GPU/NKWD w Rybińsku, od 23 lutego 1936 starszy porucznik bezpieczeństwa państwowego. Od maja do września 1937 szef Miejskiego Oddziału NKWD w Kostromie, od listopada 1937 do maja 1938 szef Miejskiego Oddziału NKWD w Borisoglebsku, od maja 1938 do czerwca 1939 szef Oddziału Zarządu Bezpieczeństwa Państwowego (UGB) Zarządu NKWD obwodu woroneskiego. Od czerwca do września 1939 był w rezerwie. Od września do listopada 1939 zastępca szefa Wydziału Specjalnego NKWD 19 Dywizji Piechoty w Orłowskim Okręgu Wojskowym, od listopada 1939 do marca 1941 szef Wydziału Ekonomicznego Zarządu NKWD obwodu białostockiego, od 18 kwietnia do sierpnia 1941 szef Zarządu NKGB obwodu poleskiego, 28 kwietnia 1941 awansowany na kapitana bezpieczeństwa państwowego, od sierpnia do 10 grudnia 1941 szef Zarządu NKWD obwodu poleskiego. Od grudnia 1941 do grudnia 1942 zastępca szefa Wydziału Specjalnego NKWD 20 Armii Frontu Zachodniego, od stycznia 1942 do grudnia 1943 szef Grupy Operacyjno-Czekistowskiej NKWD/NKGB w obwodzie poleskim, od 11 lutego 1943 podpułkownik, od 21 grudnia 1943 do 6 kwietnia 1948 I zastępca ludowego komisarza/ministra bezpieczeństwa państwowego Białoruskiej SRR, 3 maja 1944 mianowany pułkownikiem. Od 6 kwietnia 1948 do 16 marca 1953 szef Zarządu MWD obwodu jarosławskiego, od marca 1953 do stycznia 1951 zastępca szefa Zarządu MWD obwodu jarosławskiego, następnie na emeryturze.

## Odznaczenia
- Order Lenina (21 lutego 1945)
- Order Czerwonego Sztandaru (dwukrotnie - 15 stycznia 1945 i 30 stycznia 1951)
- Order Wojny Ojczyźnianej I klasy (21 kwietnia 1945)
- Order Czerwonej Gwiazdy (19 maja 1942)
- Odznaka „Honorowy Funkcjonariusz Czeki/GPU (XV)” (20 marca 1936)

I 4 medale.